# Kasztelania bytomska
Kasztelania bytomska – kasztelania początkowo wchodząca w skład ziemi krakowskiej, której była południowo-zachodnią rubieżą. W 1179 roku została przekazana przez Kazimierza II Sprawiedliwego na rzecz swojego bratanka Mieszka Plątonogiego, który włączył ją do śląskiego księstwa raciborskiego. W XV wieku część terenów powróciła do Małopolski. Kasztelem był gród Bytom.